# Riedbach (Dreibrunnenbach)
Der Riedbach entsteht westlich von Neufahrn. Er fließt zunächst in nördlicher Richtung durch den Golfplatz am Gut Riedhof mit zugehörigen Weihern, bevor er in der Pupplinger Au in den wesentlich kürzeren Dreibrunnenbach mündet.